# Алуштинский эфиромасличный совхоз-завод
Алуштинский эфиромасличный совхоз-завод — лидер по производству эфирных масел лаванды и розы в бывшем СССР. Является акционерным обществом, в состав которого входят отделения расположенные в населённых пунктах: Изобильное, Лучистое, Южное, Наташино. Общая площадь угодий составляет 1190 га. Правообладатель торговых марок «Душистый мир» и «Сокровища Крыма», под которыми выпускает свою продукцию.

## История
В 1922 году на правительственном уровне было принято решение о необходимости создания собственной сырьевой базы для развития эфиромасличного производства. На протяжении последующих девяти лет, на территории Крымского полуострова, была проведена масштабная работа по организации специализированных совхозов для культивирования эфироносных культур и их селекции. К данной работе были привлечены Государственный Никитский ботанический сад, Химико-фармацевтический институт, Всесоюзный институт растениеводства (ВИР) и Всесоюзный институт лекарственных и ароматических растений (ВИЛАР). Впервые, в бывшем Советском Союзе было организовано производство эфирного масла розы, заложены первые семенники эфироносных культур, что позволило прекратить импорт семян из-за границы.
В 1931 году на базе отделения совхоза «Лекарственно-техническое сырье» был создан «Алуштинский эфиромасличный совхоз» и до 1937 года к нему были присоединены отделения расположенные в населённых пунктах: Лучистое, Изобильное, Малый Маяк, Алушта, Комсомольское, Краснокаменка, Гурзуф, Наташино, а также совхоз им. Красина, алуштинский совхоз приобрёл статус комбината. В Наташино была переведена московская лаборатория ВНИИЭМПа. Посевные площади лаванды выросли до 238 га, что позволило собирать до 511 тонн соцветий и получать до 4056 тонн эфирного масла лаванды.
В период с 1939 года по 1941 год благодаря высоким показателям урожайности, «Алуштинский эфиромасличный комбинат» был постоянным участником ВДНХ СССР.
В апреле 1944 года, после освобождения территорий от немецко-фашистских захватчиков, началось восстановление эфиромасличного производства, возобновлены посадки розы и лаванды.
К началу 50-х годов производственные мощности состояли из 4-х основных пунктов переработки сырья в посёлках Лаванда, Розовый, Малый Маяк и Наташино. На протяжении последующих пяти лет, была проведена их реконструкция и модернизация перерабатывающего оборудования, в посёлке Партизанский построен новый пункт переработки лаванды и розы.
9 апреля 1958 года «Алуштинский эфиромасличный комбинат» переименован в «Алуштинский эфиромасличный совхоз-завод».
В 1966 году посевные площади лаванды достигли 316 га, валовой сбор соцветий составил 882 тонны, получено 5845 кг эфирного масла лаванды. Посевные площади розы достигли 70 га, валовой сбор цветов составил 180 тонн, получено 188,8 кг эфирного масла розы.
К 1969 году налажено производство товаров народного потребления, шампуней: «Садко», «Лада», «Крымский», «С хной», выпускается туалетная вода «Лавандовая». Производится: 12,6 тонн эфирных масел, 1,1 млн тонн косметики. Сбор эфиромасличного сырья в среднем составил 1780 тонн. Ведущей культурой является лаванда, основной сорт Н-701. Эфирное масло, получаемое из горной лаванды «Алуштинского эфиромасличного совхоз-завода», является лучшим в Советском Союзе, пользуется повышенным спросом у зарубежных фирм Франции, ФРГ, Кубы.
К концу 70-х — началу 80-х годов была проведена очередная реконструкция перерабатывающих пунктов и оборудования, производство эфиромасличного сырья и эфирных масел достигло своего исторического максимума:
|              | Лаванда | Роза  |
| ------------ | ------- | ----- |
| Площади га   | 365,2   | 82,2  |
| Урожай, ц/га | 54,0    | 21,0  |
| Масло кг     | 13136,2 | 143,2 |

С середины 80-х годов, по причине уменьшения бюджетных ассигнований начался спад эфиромасличного производства. После распада Советского Союза производство эфирных масел резко сократилось. Постоянное удорожание энергоносителей и снижение спроса на эфирные масла привело к тому, что производство эфиромасличной продукции до 1997 года стало нерентабельным.
26 июня 1997 года «Алуштинский эфиромасличный совхоз-завод» стал открытым акционерным обществом, в состав которого вошли отделения расположенные в населённых пунктах: Изобильное, Лучистое, Южное, Наташино. Общая площадь угодий 1190 га.
С 10 июня 2011 года публичное акционерное общество.

## Награды и достижения
- Свидетельство участника Всесоюзной сельскохозяйственной выставки — 1954 год, 1957 год, награждён медалями.
- Диплом III степени с Выставки достижений народного хозяйства СССР — 1972 год
- Свидетельство о награждении Красным знаменем Министерства пищевой промышленности УССР и Украинского Республиканского комитета профсоюзных работников пищевой промышленности — 1982 год
- Диплом III степени с Выставки достижений народного хозяйства СССР — 1984 год
- Эфирное масло лаванды включено в Реестр лучших товаров Украины.
- Предприятие вошло в Книгу «Независимые товаропроизводители Украины» и награждено Дипломом и памятной медалью участника издания «Золотая книга деловой элиты Украины».
- Диплом лауреата регионального этапа Всеукраинского конкурса качества продукции «100 лучших товаров Украины» 2012 года под названием: «Лучшие товары Крыма — Крымское качество», номинация «Промышленные товары для населения».
- Диплом победителя[2] регионального этапа Всеукраинского конкурса качества продукции «100 лучших товаров Украины» 2013 года под названием: «Лучшие товары Крыма — Крымское качество», номинация «Продовольственные товары».

## Деятельность
Основным видом деятельности «Алуштинского эфиромасличного совхоз-завода» является культивирование и переработка эфироносных культур.

## Экспорт
Эфирное масло лаванды идёт на экспорт.

## Продукция
- Эфирные масла.
- Варенье из лепестков роз.
- Морская соль для ванн.
- Бальзамы косметические.
- Композиции растительных и эфирных масел для массажа.
- Косметические (базовые) масла.
- Сухие соцветия.
- Фиточаи.
- Душистые натуральные воды (гидролаты).